# Poco Leok
Poco Leok je dlouhodobě nečinná sopka v západní části indonéského ostrova Flores. Andezitový stratovulkán leží ve starší kaldeře nejasného původu. Kdy došlo k poslední erupci, není známo. Odhady hovoří o čtvrtohorách. Na svazích hory lze najít vícero termálních pramenů, fumarol a bahenních sopek.